# Wroughtonia anastasiae
Wroughtonia anastasiae är en stekelart som beskrevs av Sergey A. Belokobylskij 1998. Wroughtonia anastasiae ingår i släktet Wroughtonia och familjen bracksteklar. Inga underarter finns listade i Catalogue of Life.